# Облога Кракова (1655)
Облога Кракова була однією із битв Північної війни під час шведського вторгнення до Речі Посполитої. Вона розпочалася 25 вересня і закінчилася 13 жовтня 1655. Капітуляція була підписана за чотири дні. Польські війська капітулювали 19 жовтня.
Оборону міста очолив Київський каштелян Стефан Чарнецький.

## Передісторія
2 серпня 1655 року, коли до міста дійшла звістка про перемоги шведів, бургомістр Кракова Анджей Ценович закликав мешканців організувати оборону стародавньої польської столиці. Він також зібрав податки для утримання 1000-тисячного піхотного підрозділу. Гарнізону Кракова було наказано пильнувати міські мури та контролювати іноземців, особливо німців, які проживали в місті. Крім того, були розпочаті роботи з укріплення міста під керівництвом міського інженера Ізидора Аффайта та місцевого шляхтича Кшиштофа Мерошевського. Для покриття вартості робіт королева Марія Луїза Гонзага передала частину своїх коштовностей.
27 серпня краківський єпископ Петро Гембіцький закликав мешканців присягнути на вірність королю і стати на захист міста. Єпископ оплатив 300 жовнірів, які посилили гарнізон, а міська рада створила озброєне ополчення, яке складалося зі студентів та інших мешканців міста.
19 вересня до Кракова, після програної битви під Зарновом, прибув король Ян Казимир. Король привів з собою кілька тисяч вояків і масово стягував податки, але моральний дух його війська був низьким. Кілька представників шляхти залишили короля, а військо, зосереджене під Прадником, організувалося в конфедерацію, вимагаючи грошей і відрікаючись від гетьмана Станіслава Ланцкоронського. 20 вересня відбулося засідання Ради Сенату, на якому було підтверджено вірність королю. Невдовзі після засідання королева разом з примасом Анджеєм Лещинським залишила місто.
24 вересня Ян Казимир, який спочатку планував залишитися у Кракові, також вирішив залишити місто. Разом з єпископом Гембіцьким король спочатку попрямував на схід, до Войнича. Потім він повернув на південь, до Нового Вишніча, Нового Сонча та польського кордону.

## Облога
Гарнізон Кракова під командуванням каштеляна Стефана Чарнецького та полковника піхоти Фромгольда Вольфа налічував близько 5 000 чоловік - солдатів регулярного війська, а також міське ополчення. Щоб підготувати оборону, Чарнецький спалив передмістя Клепарів, Біскуп'є та Гарбарів, а також збудував систему земляних укріплень.
25 вересня шведи напали на Казімєж, пограбувавши його після захоплення. Того ж дня вони спробували увійти до самого Кракова, але польська контратака змусила їх відступити. Наступного дня Карл Густав наказав розпочати артилерійський обстріл, залишивши Арвіда Віттенберга з 8 тисячами вояків. Сам шведський король з меншим військом попрямував до Войнича, де в черговий раз розгромив поляків у битві під Войничем (3 жовтня). Звістка про цю битву швидко дійшла до Кракова, разом із шведськими вимогами капітуляції. Оскільки підрозділи польської королівської армії, розкидані навколо міста, не вступали в жодні сутички зі шведами, захисники Кракова відчували себе покинутими, без надії на будь-яку підтримку. Тим не менш, вони продовжували боротися.
6 жовтня Карл Густав повернувся до Кракова, і під час огляду шведських позицій його кінь загинув від польської кулі біля брами св. Флоріана. З продовженням облоги моральний дух захисників падав ще нижче. Чарнецький, добре розуміючи це, 12 жовтня ініціював переговори. Подальший опір означав знищення Кракова та голодну смерть його мешканців, тому наступного дня Чарнецький погодився на капітуляцію.

## Капітуляція
17 жовтня було підписано перемир'я зі шведами. Воно гарантувало свободу віросповідання, безпеку римо-католицького духовенства, державних службовців та мешканців, збереження всіх привілеїв міста та його університету, обмін військовополоненими. Шведи дозволили польським частинам залишити Краків і відійти на зимові квартири в західній частині Малопольщі, поблизу Освенцима, Затора, Славкова і Севєжа. До 18 листопада ці сили повинні були зберігати нейтралітет. Після цієї дати вони повинні були вирішити, до кого приєднатися — до шведського чи польського короля.
19 жовтня війська Чарнецького зібралися на головній площі Кракова. Близько 1800 чоловік з 12 гарматами залишили місто, в той час як Чарнецький був запрошений Карлом Густавом на бенкет. Незабаром після цього до Кракова увійшли 2 500 шведських піхотинців та 500 рейтарів. Шведський король прибув до міста 19 жовтня у другій половині дня. Після зустрічі з міською радою Карл Густав відвідав Вавель з його Кафедральним костелом. Шведи одразу ж порушили угоду, наклавши високі податки і пограбувавши костели. Загалом награбована шведами здобич оцінювалася у 5 мільйонів злотих.